# فيكتور هندرسون
فيكتور هندرسون (بالإنجليزية: Victor Henderson)‏ هو دبلوماسي بريطاني، ولد في 10 يناير 1941.